# سیدنی بریسی
سیدنی بریسی (انگلیسی: Sidney Bracey؛ ‏ ۱۸ دسامبر ۱۸۷۷ – ۵ اوت ۱۹۴۲) بازیگر استرالیایی-آمریکایی بود.
از فیلم‌هایی که وی در آن نقش داشته‌است، می‌توان به مشتاق ازدواج، پرواز شناسایی، وسوسه باشکوه، مردم عادی، نمایش مردم، عشق من بازگشت و یک ماه عسل واخورده اشاره کرد.